# Genech
Genech é uma comuna francesa na região administrativa de Altos da França, no departamento do Norte. Estende-se por uma área de 7.46 km². Em 2010 a comuna tinha 3 409 habitantes (densidade: 457 hab./km²).